# Gouvernement Pétain
Troisième République
Reynaud • Laval V (Vichy)
 • CDE (France Libre)
Le gouvernement Philippe Pétain est le dernier gouvernement de la Troisième République en France. Succédant le 16 juin 1940 au cabinet de Paul Reynaud, il a été constitué en pleine débâcle, lors de l'invasion de la France par le Troisième Reich au début de la Seconde Guerre mondiale. Il fut dirigé jusqu'au 10 juillet 1940 par Philippe Pétain, favorable à l'armistice, contrairement au général de Gaulle, ce dernier étant favorable à la poursuite du combat dans le Conseil de défense de l'Empire. Il est suivi de l'installation du gouvernement Pierre Laval V du régime collaborationniste de Vichy dans la France occupée.

## Formation du gouvernement
Paul Reynaud, président du Conseil depuis le 22 mars 1940, ayant démissionné le 16 juin en début de soirée, le président de la République Albert Lebrun appelle aussitôt le maréchal Philippe Pétain à former le nouveau gouvernement.
Pétain obtient la participation de la SFIO en reconduisant Albert Rivière et André Février avec l'accord de Léon Blum. Bien que conscient dès le 15 juin de l'attitude défaitiste du maréchal et atterré par la chute du gouvernement Reynaud, le chef socialiste pense encore que le gouvernement Pétain quittera Bordeaux devant la progression de l'armée allemande. Or, le 20 juin, Blum constate avec dépit que Pétain impute la responsabilité de la défaite à « l'esprit de jouissance », désignant ainsi le Front populaire comme bouc émissaire,.
Pétain sollicite par ailleurs Marquet pour l'Intérieur et Laval à la Justice. Ce dernier exige les Affaires étrangères et refuse le portefeuille qui lui est proposé. Conseillé par François Charles-Roux, alors secrétaire général des Affaires étrangères, soutenu par le général Weygand et le président de la République Albert Lebrun, Pétain ne cède pas, entraînant le retrait de Laval, suivi de celui de Marquet par solidarité. Après la signature de l'armistice, Alibert convaincra Pétain de la nécessité de s'appuyer sur Laval, et les deux hommes intégreront le gouvernement.

## Composition

### Composition initiale
| Portefeuille                                                | Titulaire | Titulaire              | Parti |
| ----------------------------------------------------------- | --------- | ---------------------- | ----- |
| Président du Conseil                                        |           | Philippe Pétain        | SE    |
| Ministre d’État                                             |           |                        |       |
| Ministre d’État, vice-président du Conseil                  |           | Camille Chautemps      | PRRRS |
| Ministres                                                   |           |                        |       |
| Ministre des Affaires étrangères                            |           | Paul Baudouin          | DVD   |
| Ministre des Finances et du Commerce                        |           | Yves Bouthillier       | DVD   |
| Ministre de la Guerre                                       |           | Louis Colson           | SE    |
| Ministre de la Défense nationale                            |           | Maxime Weygand         | DVD   |
| Garde des Sceaux, ministre de la Justice                    |           | Charles Frémicourt     | SE    |
| Ministre de l'Éducation nationale                           |           | Albert Rivaud          | DVD   |
| Ministre de l'Intérieur                                     |           | Charles Pomaret        | USR   |
| Ministre de la Marine marchande et militaire                |           | François Darlan        | DVG   |
| Ministre de l'Air                                           |           | Bertrand Pujo          | SE    |
| Ministre des Travaux publics et de l’Information            |           | Ludovic-Oscar Frossard | USR   |
| Ministre de l'Agriculture et du Ravitaillement              |           | Albert Chichery        | PRRRS |
| Ministre des Colonies                                       |           | Albert Rivière         | SFIO  |
| Ministre du Travail et de la Santé publique                 |           | André Février          | SFIO  |
| Ministre des Anciens Combattants et de la Famille française |           | Jean Ybarnegaray       | PSF   |
| Sous-secrétaires d’État                                     |           |                        |       |
| Sous-secrétaire d’État à la Présidence du Conseil           |           | Raphaël Alibert        | DXD   |
| Sous-secrétaire d’État aux Réfugiés                         |           | Robert Schuman         | PDP   |

### Evolution de la composition

#### Nomination du 18 juin 1940
- Joseph Frédéric Bernard est nommé commissaire général au Ravitaillement.

#### Nomination du 19 juin 1940
- Jean Prouvost est nommé haut-commissaire à la Propagande française.

#### Ajustement du 23 juin 1940
- Adrien Marquet et Pierre Laval sont nommés ministres d'État ;
- André Février, alors ministre du Travail et de la Santé publique, hérite du portefeuille des Transmissions en plus de ses attributions précédentes.

#### Nomination du 26 juin 1940
- Aimé Doumenc est nommé commissaire général à la Reconstitution nationale.

#### Remaniement du 27 juin 1940
- Adrien Marquet, alors ministre d'État, devient ministre de l'Intérieur ;
- Charles Pomaret, alors ministre de l'Intérieur, devient ministre du Travail et de la Santé publique ;
- André Février, alors ministre du Travail, de la Santé publique et des Transmissions, devient ministre des Transmissions.

## Fin du gouvernement
Le 10 juillet 1940, l'Assemblée nationale réunie à Vichy vote les pleins pouvoirs constituants à Philippe Pétain. Le Régime de Vichy commence alors.
Cette date est extrêmement importante en tant que point de bifurcation dans la continuité politique de la représentation de la France. Le lendemain, 11 juillet, le Général de Gaulle fonde le gouvernement du Conseil de Défense de l'Empire, à partir du premier noyau de résistants qui souhaitent poursuivre le combat depuis les colonies. Le régime de Vichy et la France libre resteront en concurrence jusqu'à la Libération et la dissolution de la commission gouvernementale de Sigmaringen en 1945.